# Le jour s'est levé
Pour la chanson de Présence avec Daniel Balavoine, voir Le jour s'est levé (chanson de Présence).
Singles de Téléphone
New York avec toi
(1984)
Le jour s'est levé est une chanson de Téléphone, sortie en single en 1985.
Classé fin 1985 au Top 50, le titre parvient à atteindre la quatrième place comme meilleure position, en neuvième semaine de présence sur les dix-neuf d'affilée où le single fut dans le classement, devenant le titre le mieux classé du groupe dans le Top 50.
Le Jour s'est levé est le dernier single de Téléphone, marquant ainsi la fin du groupe, qui se sépara en avril 1986, alors que le titre était encore présent dans le Top 50.

## Historique
Après la tournée de l'album Un autre monde, le groupe engage le producteur Steve Levine pour superviser la réalisation du prochain album dont les sessions se déroulent au studio Miraval dans le Var et est accompagné durant ces sessions par le musicien Julian Lindsey aux cordes et claviers, afin d'apporter un son nouveau. Mais ces sessions ne sont pas productives, cela étant dû à de nombreuses tensions dans le groupe. La chanson Le jour s'est levé ne fait pas exception à la règle puisque le guitariste Louis Bertignac n'accepte pas le nouveau son proposé par Jean-Louis Aubert plus axé commercial. Ce dernier qui vient d'être père décide de parler dans son texte d'imaginer la mort comme un pivot pour mieux comprendre le sens à donner à sa propre vie.
Pour faire patienter les fans, le single Le jour s'est levé est publié en décembre 1985 avec en face B le blues Quelqu'un va venir dont le mixage est bâclé avec un son mono. Le single fait un carton en arrivant à la quatrième place du Top 50.
Mais en mars 1986, le groupe décide de prendre un congé sabbatique, n'arrivant plus à avancer dans ces sessions. Un mois plus tard le groupe se sépare. Le studio mis à disposition au groupe en mai 1986 sera finalement utilisé par Jean-Louis et Richard pour l'enregistrement du single Juste une illusion au nom du premier.
Les autres chansons composées durant ces sessions seront enregistrées en solo et publiées en 1986-1987 sur les albums Plâtre et Ciment de Jean-Louis Aubert et Bertignac et les Visiteurs de Louis Bertignac (et Corine Marienneau).

## Crédits
- Jean-Louis Aubert – Chant, piano, claviers
- Louis Bertignac – Guitare
- Richard Kolinka – Batterie
- Corine Marienneau – Basse, chœur
- Julian Lindsay – Arrangements cordes
- Steve Levine – Production

## Reprises
- Yannick Noah a repris la chanson en 2004 sur son album Métisse
- La chorale féminine Scala & Kolacny Brothers l'a également reprise en 2004 sur l'album Respire
- Vox Angeli l'a reprise en 2008 sur l'album Vox Angeli.

## Classements
| Classement (1986) | Meilleure position |
| ----------------- | ------------------ |
| France (SNEP)     | 4                  |